# Gothic Mountains
Gothic Mountains är ett berg i Antarktis. Det ligger i den centrala delen av kontinenten. Inget land gör anspråk på området. Toppen på Gothic Mountains är 1 411 meter över havet, eller 34 meter över den omgivande terrängen. Bredden vid basen är 2,7 km.
Terrängen runt Gothic Mountains är varierad, och sluttar västerut. Trakten är obefolkad. Det finns inga samhällen i närheten. 